# Коргун Михайло Васильович
Коргун Михайло Васильович (29 вересня 1924) — художник-різьбяр. Заслужений майстер народної творчості України (2001).

## З біографії
Народився в с. Яцини (нині село Пирятинського району Полтавської області). Під час Другої світової війни вивезений до табору праці в Німеччині. По завершенні війни залишився на еміграції. 1947 взяв участь і здобув 2-ге місце на організованій Міжнародною організацією в справах біженців при ООН мистецькій виставці в м. Амберг (Німеччина). 1948 разом із дружиною виїхав до Франції, 1952 — до США, оселився в м. Трой (шт. Нью-Йорк). Працював інструментальником на заводі, давав уроки писанкарства та різьблення по дереву при церквах, а від 1972 — у школах м. Трой. 1990 заснував і оформив музей церкви св. Миколая в м. Трой.
Його роботи — виточені на верстаті вази, декоративні тарелі, скриньки, барильця, келихи, речі хатнього вжитку тощо — експонувалися на багатьох (бл. 60) виставках та фестивалях у США і Канаді. Після 1992 вони виставлялися також в Україні. К. є постійним учасником укр. фестивалю «Верховина» у Глен Спей (шт. Нью-Йорк). Працює і як скульптор, творить барельєфи. Його праці зберігаються в музеях США (Лос-Анджелес, Філадельфія) та України (Київ, Полтава). Статті про методику своєї творчої роботи друкує у спеціалізованих часописах (США, Велика Британія).
Майстер вносив пожертви на підтримку Світового конгресу вільних українців, Української вільної академії наук та ін. організацій, фінансував видання «Словника митців Полтавщини» (2002), ж. «Народне мистецтво», підготовку до видання альманаху «Видатні постаті закордонного українства».
Є членом Українського народного союзу, Спілки художників України, Спілки народних майстрів України.
1989 орг-ція «Національний вклад у мистецтво» (США) представила його до державної нагороди «Національна спадщина». Нагороджений почесною грамотою організації «Нордіст Вудворкерс Асосієйшен» (1995; США), має багато відзнак від Республіканської партії та президентів США (Р.Рейгана й Дж. Буша).